# مسنوسور
مسنوسور (نام علمی: Mesenosaurus) نام یک سرده از شاخه طنابداران است.